# Maleise dwergspecht
De Maleise dwergspecht (Sasia abnormis) is een vogel uit de familie Picidae (spechten).

## Verspreiding en leefgebied
Deze soort komt voor in Maleisië en de Grote Soenda-eilanden en telt twee ondersoorten:
- S. a. abnormis: Maleisië en van Sumatra tot Borneo.
- S. a. magnirostris: Nias (nabij noordwestelijk Sumatra).

## Status
De grootte van de populatie is niet gekwantificeerd maar de soort wordt omschreven als tamelijk algemeen. Op de Rode lijst van de IUCN heeft deze soort de status niet bedreigd.